# Нагината
Нагината (なぎなた, 長刀 or 薙刀), је оружје на мотки које су користили јапански ратници самураји. Састоји се од дрвеног штапа на чијем врху је закривљена оштрица, нагината је слична европском оружју званом глејв.
Вештина руковања нагинатом се назива нагината-џицу (naginata-jutsu).
Нагината, као и многа друга оружја, може бити прављена у различитим величинама како би кориснику највише одговарала. Генерално нагината је била дугачка до 1,5 до 2,1 м. Оштрица је углавном била искривљена. Као и јапански мачеви нагината је имала изузетно квалитетну оштрицу, чак су неке нагинате биле рециклиране од чувених катана. Нагината је такође на супротном крају од оштрице имала метално ојачање (углавном у виду копља), што је нагинату чинило ефективним оружјем са које год стране се окрене.